# Francesco Benci
Francesco Benci, né en 1542 à Acquapendente et décédé à Rome le 6 mai 1594, est un jésuite et humaniste italien de la Renaissance.

## Biographie
Francesco Benci nait  en 1542 à Acquapendente. Il étudie pendant sept ans à Rome, sous le célèbre Marc Antoine Muret. Il entre dans la Compagnie de Jésus en 1562, et enseigne, pendant la plus grande partie de sa vie, la rhétorique dans le Collège romain. Il cultive particulièrement la poésie latine et l’éloquence, et se fit remarquer par l’élégance et le bon goût de ses compositions. Bayle, qui lui consacre un article dans son Dictionnaire historique et critique l’appelle un des plus excellents orateurs de ce temps-là, et un très-bon poète latin. Il meurt le 6 mai 1594.

## Œuvres
- Annuarum litterarum de rebus societatis tomi quatuor, pour les années 1586 à 1591 ; Rome, 1589, et suiv., in-8° ;
- Quinque Martyres e societate Jesu in India, poema heroicum, Venise, 1591 ; Rome, 1592, in-8° ; Cologne, 1594, in-12 ; Anvers, 1602, in-12 ;
- Carminum libri quatuor, ejusdem Ergastus (drame pour une distribution des prix), et Orationes viginti duæ, Rome, 1590, in-8°.

On doit aussi au P. Benci l’édition du poème latin de Giulio Cesare Stella, sur la navigation de Christophe Colomb, qu’il donna, avec une préface de lui, en 1589.